# Millepora exaesa
Espèce
Statut de conservation UICN

 LC  : Préoccupation mineure
Statut CITES
Millepora exaesa est une espèce de coraux de feu de la famille des Milleporidae. L’appellation « corail de feu » fait référence à la douleur ressentie au contact en raison du venin qu’il distribue au contact.

## Répartition
Cette espèce se rencontre en Afrique du Sud, en Arabie saoudite, en Australie, en Birmanie, au Cambodge, à Djibouti, en Égypte, en Érythrée, aux États fédérés de Micronésie, à Fidji, à Guam, aux Îles Mariannes du Nord, aux Îles Salomon, en Inde, en Indonésie, en Israël, au Japon, en Jordanie, à Madagascar, en Malaisie, à Maurice, au Mozambique, en Nouvelle-Calédonie, aux Palaos, en Papouasie-Nouvelle-Guinée, aux Philippines, à Taïwan, aux Samoa américaines, aux Samoa, à Singapour, en Somalie, au Soudan, en Thaïlande, au Vanuatu, au Viêt Nam, au Yémen.
Millepora exaesa vit dans les mers et océans tropicaux, de moins d'1 à 40 mètres de profondeur, mais principalement à proximité de la surface, en raison du besoin d'une certaine quantité de lumière pour les zooxanthelles, algues unicellulaires photosynthétiques en symbiose avec les hydrozoaires[réf. nécessaire].

## Systématique
Le nom valide complet (avec auteur) de ce taxon est Millepora exaesa Forsskål, 1775.
Millepora exaesa a pour synonymes :
- Millepora alcicornis var. nodosa Esper, 1790
- Millepora exaesa var. incrustans Klunzinger, 1879
- Millepora gonagra Milne Edwards, 1860
- Millepora nodosa Esper, 1790
- Millepora tuberculosa Milne Edwards, 1857
- Millepora tuberosa Boschma, 1966